# Symplecta (Psiloconopa) microcellula
Symplecta (Psiloconopa) microcellula is een tweevleugelige uit de familie steltmuggen (Limoniidae). De soort komt voor in het Nearctisch gebied.